# Bathynemertes alcocki
Bathynemertes alcocki is een soort in de taxonomische indeling van de snoerwormen (Nemertea). De huid van de worm is geheel met trilharen bedekt. De snoerworm jaagt op prooien van zijn eigen omvang en vangt deze met behulp van zijn slurf. 
De worm komt uit het geslacht Bathynemertes. Bathynemertes alcocki werd in 1906 beschreven door Frank Fortescue Laidlaw.
Een exemplaar van deze soort werd verzameld door het onderzoeksschip Investigator in 1902, in de Andamanse Zee tussen de Andamanen en de kust van Myanmar. Het was 10,5 cm lang en maximaal 2,7 cm breed.
De soort is genoemd naar Majoor Alfred William Alcock, een Superintendent van het Indian Museum van wie Laidlaw de toestemming kreeg om dit museumspecimen te onderzoeken.